# Yassine Maamry
Pas d'image ? Cliquez ici

a Compétitions nationales et continentales officielles uniquement.

b Matchs officiels uniquement.
Dernière mise à jour le 10 décembre 2021.
Yassine Maamry, né le 8 juillet 1993, est un joueur international marocain de rugby à XV qui évolue au poste de deuxième ligne.

## Biographie
Il évolue notamment au sein de l'AS Béziers.